# Bamburgh
Bamburgh är en by och civil parish i Northumberland i Storbritannien. Folkmängden uppgick till  267 invånare 2010.
Bamburghs slott var säte för kungarna av Bernicia och Northumbria. Den första kyrkan i byn byggdes 635 av Oswald av Northumbria.